# Tagela
Tagela is een geslacht van vlinders van de familie tandvlinders (Notodontidae).

## Soorten
- T. cayuga Schaus, 1921
- T. dentata Schaus, 1892
- T. noctuidiformis Dognin, 1916